# Madame Tschaikowski
Madame Tschaikowski (in der Schweiz veröffentlicht unter dem internationalen englischen Titel Tchaikovsky’s Wife, Fernsehtitel: Antonina Tschaikowski, Originaltitel: Жена Чайковского / Schena Tschaikowskowo) ist ein Spielfilm von Kirill Serebrennikow aus dem 2022. Das Historiendrama stellt die turbulente Beziehung zwischen dem russischen Komponisten Pjotr Tschaikowski (1840–1893) und seiner Ehefrau Antonina (1848–1917) in den Mittelpunkt. Die Hauptrollen übernahmen Aljona Michailowa und Odin Biron.
Die europäische Koproduktion zwischen Frankreich, Russland und der Schweiz wurde im Wettbewerb des Filmfestivals von Cannes im Mai 2022 uraufgeführt.

## Handlung
Russland im 19. Jahrhundert, Frauen haben wenig Rechte, Ehen sind fast unauflösbar. Der Film beginnt mit einer Vorausblende: Als die Witwe des verstorbenen Pjotr Tschaikowski den aufgebahrten Leichnam ihres Mannes besucht, erhebt er sich und äußert ungehemmt seinen Hass auf sie.
1877: Die mittelmäßige Musikerin Antonina Miljukowa bewundert den Komponisten Pjotr Tschaikowski abgöttisch, der am Konservatorium unterrichtet, und schreibt ihm mehrere Briefe, in denen sie schließlich droht, sich umzubringen, wenn er sie nicht heirate. Er sagt ihr offen, dass er noch nie eine Frau geliebt habe und sie beide lediglich eine geschwisterliche Beziehung führen würden, was ihr nichts ausmacht. Sie stellt ihm Geld in Aussicht, das er dringend benötigt. Schließlich ist er mit der Eheschließung einverstanden.
Die Hoffnung auf Geld aus dem Verkauf eines Landbesitzes erfüllt sich nicht, und Tschaikowski empfindet eine zunehmende Abneigung gegen seine Frau und ihre Bemühungen, seine Liebe zu entfachen. Tschaikowskis Freunde und Geschwister zeigen sich gegenüber Antonina mehrfach erstaunt darüber, dass er eine Frau geheiratet hat – zunächst ohne ihr offen zu sagen, dass er eigentlich junge Männer liebt.
Schließlich stört Antoninas fürsorgliche Zuwendung den Komponisten so sehr, dass er sie zurücklässt und sich zu Freunden zurückzieht, angeblich um eine Krankheit auszukurieren. Als sie die Trennung nicht mehr erträgt und ihm nachreist, macht er ihr Vorwürfe. Ihr Anwalt legt ihr nahe, in eine Scheidung unter einem vorgeschobenen Grund einzuwilligen, um für einen anderen Mann frei zu sein. Sie weigert sich, weil sie sich kein anderes Leben vorstellen kann als an Tschaikowskis Seite. Selbst als ihr seine Homosexualität offen mitgeteilt wird, hält sie sich unbeirrt für die eine ganz besondere Frau, deren Liebe er brauche.
Ihre diesbezügliche Selbsttäuschung entfremdet sie immer mehr von der Realität. Wiederholt hat sie Halluzinationen, in denen sie mit mehreren nackten Männern im Zimmer ist, die mit ihr spielen. Als sie aus der Zeitung von Tschaikowskis Tod (1893) erfährt, blendet das Bild ab. Der Nachspann sagt, dass sie ihren Ehemann seit 1877 nicht wiedergesehen hat und 1917 in einer geschlossenen Anstalt starb. Im Film aber, - und nach Quellen auch in der Wirklichkeit, - trifft sie ihn seit 1877 sehr wohl mindestens zweimal wieder; insofern ist die Zahl "1877" hier ein logischer Fehler. Sie hätte infolge der Wirren in der Stadt durch die Februarrevolution für einige Zeit gar nicht begraben werden können.

## Entstehungsgeschichte

### Vorarbeiten und Kurzfilm über Tschaikowski

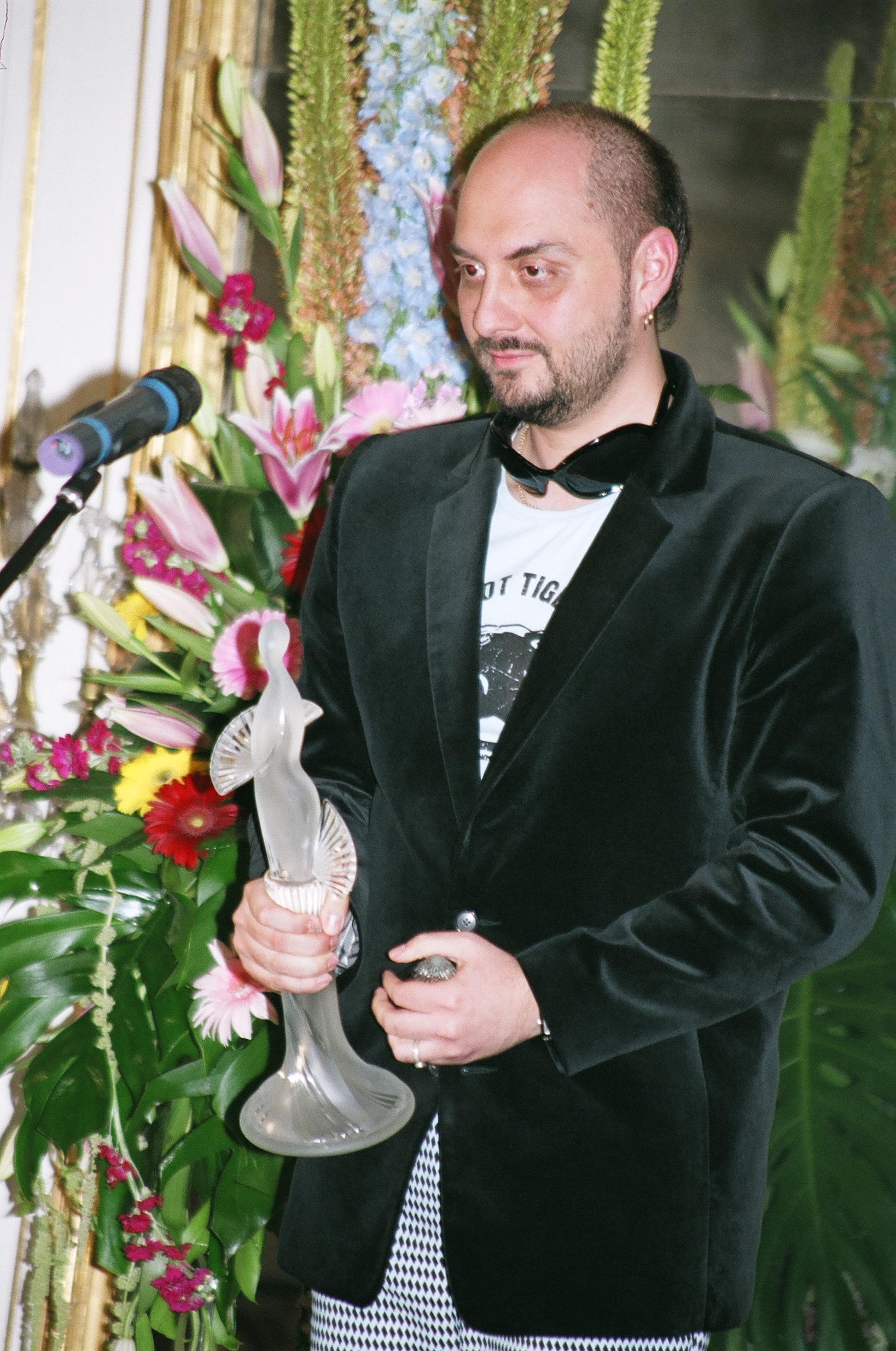
Kirill Serebrennikow (2011)

Madame Tschaikowski ist der elfte Spielfilm von Kirill Serebrennikow. Der sich offen zur Homosexualität bekennende russische Theater-, Opern- und Filmregisseur verfasste das Drehbuch, als er in Russland wegen des Verdachts auf Veruntreuung unter Hausarrest stand. Die Anfänge des Projekts reichen bis ins Jahr 2013 zurück. Ursprünglich wollte Serebrennikow einen Kurzfilm über Pjotr Tschaikowski drehen, der zum 175. Geburtstag des Komponisten im Jahr 2015 veröffentlicht werden sollte. Ein Drehbuch wollte er mit Juri Arabow entwickeln. Das russische Kulturministerium unterstützte den Filmemacher anfänglich mit 30 Mio. Rubel. Die Summe musste aber zurückerstattet werden, nachdem der Kinofonds kein Publikumspotential im Projekt gesehen hatte. Dennoch realisierte Serebrennikow 2016 einen 7-minütigen Kurzfilm über den Komponisten. Hintergrund war eine ca. einminütige Tonaufnahme, auf der Tschaikowski und Freunde von ihm humorvolle Sätze über einen Phonographen austauschen. Der deutsche Unternehmer Julius Block hatte die Erfindung Thomas Alva Edison in Russland vertrieben.

„Manchmal habe ich das Gefühl, dass diese Person mich ausgewählt hat. Dieses Projekt kontrolliert mich. Jeder kennt Tschaikowski als großen russischen Komponisten, aber fast nichts ist darüber bekannt, was für ein Mensch er war. Ich verspüre ein inneres Bedürfnis, vielen Menschen davon zu erzählen.“

### Dreharbeiten und geschichtlicher Hintergrund
Im Sommer 2020 wurde verkündet, dass Serebrennikow einen Spielfilm über Tschaikowski mit Jewgeni Mironow in der Hauptrolle vorbereite. Die Dreharbeiten begannen im Sommer 2021 unter dem Arbeitstitel Antonina auf dem Studiogelände von Mosfilm. Entgegen früherer Berichte konzentrierte sich die Handlung nun auf die turbulente Ehe Tschaikowskis mit Antonina Miljukowa, wobei die Rolle des Komponisten von Odin Biron übernommen wurde und nicht von Mironow. Der schwule US-amerikanische Schauspieler hatte gemeinsam mit Serebrennikow an dessen Moskauer Avantgardetheater Gogol-Zentrum zusammengearbeitet. Die Titelrolle von Tschaikowskis Frau übernahm Aljona Michailowa. In einer weiteren Hauptrolle ist Miron Fjodorow, der in Russland als Hip-Hop-Künstler Oxxxymiron bekannt ist. als Nikolai Rubinstein zu sehen.

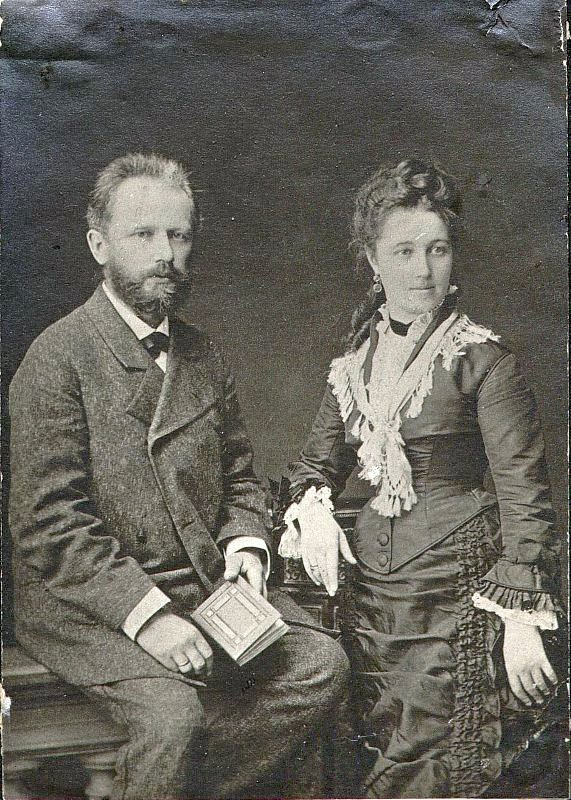
Pjotr Tschaikowski mit seiner Ehefrau Antonina Miljukowa während ihrer Flitterwochen (1877)

Die acht Jahre jüngere Antonina Miljukowa hatte Tschaikowski im Frühjahr 1877 in einem Brief ihre Liebe gestanden und angegeben, ehemals Schülerin von ihm am Moskauer Konservatorium gewesen zu sein. Tschaikowski hatte daraufhin eine Korrespondenz mit ihr angefangen. Zwar verfügte Miljukowa über einen respektablen familiären Hintergrund, war aber laut Tschaikowski „absolut arm“ und hätte nur über ein „durchschnittliches“ Bildungsniveau verfügt. Tschaikowskis Bruder Modest nannte seine zukünftige Schwägerin eine „verrückte Halbidiotin“, die die Sensibilität und intellektuellen Interessen ihres Ehemanns nicht habe verstehen können. Das Paar heiratete am 18. Juli 1877 während einer Zeremonie in Moskau. Tschaikowski wollte mit diesem Schritt seine eigene Homosexualität verbergen. Zur damaligen Zeit tolerierte die russische Gesellschaft Homosexualität nur, wenn sie sich im Verborgenen abspielte. Die Ehe wurde laut dem Komponisten nicht vollzogen und Antonina sei am Anfang „blind jedem Wunsch nachgekommen“. Tschaikowski fand sie körperlich „absolut abstoßend“, empfand in der Folge „unerträgliche moralischen Qualen“ und konnte keine Musik mehr komponieren, obwohl er zuvor mit der Oper Eugen Onegin begonnen hatte. Nach zwei Monaten erlitt Tschaikowski von Angst geplagt einen Nervenzusammenbruch und flüchtete in die Schweiz. Die unglückliche Antonina sah ihn nie wieder und wurde von Tschaikowski fortan als „das Reptil“ verunglimpft. Die Ehe der beiden wurde nie offiziell geschieden. Jahrzehntelang wurde sie von Tschaikowskis Familie und Freunden als Schuldige für das Zerbrechen der Ehe dargestellt und verbrachte die meiste Zeit ihres Lebens in psychiatrischen Anstalten. Heutzutage wird Antonina Miljukowa jedoch weitgehend als „unwissendes Opfer einer sexuell repressiven Gesellschaft und eines Ehemanns betrachtet, dessen Versuch, seine eigene Sexualität zu verbergen, in eine Ehekatastrophe führte“.
Der Film wurde von der russischen Gesellschaft Hype Films gemeinsam mit den französischen Unternehmen Charades Productions und Logical Pictures sowie der schweizerischen Bord Cadre Films produziert. Unterstützt wurde das Projekt von der Kinoprime Foundation und Mike Goodridge von Good Chaos als Executive Producer.

## Veröffentlichung und Rezeption
Die Premiere von Madame Tschaikowski erfolgte am 18. Mai 2022 im Wettbewerb des 75. Filmfestivals von Cannes. Vor dem Hintergrund des russischen Überfalls auf die Ukraine ab Februar 2022 hatte die Festivalleitung bekanntgegeben, diesen zu verurteilen und weder offizielle russische Delegationen noch Personen zum diesjährigen Festival einzuladen, die mit der russischen Regierung in Verbindung stehen. Dies galt, solange der Angriffskrieg nicht unter Bedingungen ende, „die das ukrainische Volk zufrieden stellen“. Im Fall von Madame Tschaikowski handelte es sich laut den Festivalorganisatoren um ein unabhängiges Filmprojekt, das nicht mit öffentlichen Geldern des russischen Staates finanziert worden sei. Dennoch forderten ukrainische Filmemacher den Ausschluss von Serebrennikows Werk.
Der Kinostart in Frankreich und der französischen Schweiz erfolgte am 15. Februar 2023. In der Deutschschweiz kam der Film am 23. März 2023 unter dem Titel Tchaikovsky’s Wife in die Kinos. In Deutschland wurde der Film ab dem 12. Juli 2024 von Prokino unter dem Titel Madame Tschaikowski als Video-on-Demand angeboten. Am 12. Mai 2025 wurde er unter dem Titel Antonina Tschaikowski auf Arte ausgestrahlt.
In einem rein französischen Kritikenspiegel der Website Le film français sahen 4 der 15 Kritiker Madame Tschaikowski als Palmen-Favoriten an, vier vergaben mit drei Sternen die zweitbeste Wertung. Im internationalen Kritikenspiegel der britischen Fachzeitschrift Screen International erhielt der Film 2,3 von 4 möglichen Sternen und belegte unter allen 21 Wettbewerbsbeiträgen einen geteilten 13. Platz.

## Auszeichnungen
Für Madame Tschaikowski erhielt Serebrennikow seine dritte Einladung in den Wettbewerb um die Goldene Palme, den Hauptpreis des Filmfestivals von Cannes.